# Liste der Monuments historiques in Corribert
Die Liste der Monuments historiques in Corribert führt die Monuments historiques in der französischen Gemeinde Corribert auf.

## Liste der Immobilien
| Bezeichnung                    | Beschreibung           | Standort               | Kennzeichnung | Schutzstatus | Datum | Bild           |
| ------------------------------ | ---------------------- | ---------------------- | ------------- | ------------ | ----- | -------------- |
| Kirche Assomption-de-la-Vierge | ab dem 11. Jahrhundert | Rue de l’Église (Lage) | PA00078675    | Classé       | 1979  | weitere Bilder |

## Liste der Objekte
| Bezeichnung                        | Beschreibung                          | Standort                                     | Kennzeichnung | Schutzstatus | Datum | Bild |
| ---------------------------------- | ------------------------------------- | -------------------------------------------- | ------------- | ------------ | ----- | ---- |
| Opferstock                         | Holz, 17. Jahrhundert                 | in der Kirche Assomption-de-la-Vierge (Lage) | PM51002615    | Inscrit      | 1977  |      |
| Triumphbogen mit Kreuzigungsgruppe | Holz, farbig gefasst, 15. Jahrhundert | in der Kirche Assomption-de-la-Vierge (Lage) | PM51000316    | Classé       | 1912  |      |
| Gemälde Maria Immaculata           | Ölfarbe auf Leinwand, 19. Jahrhundert | in der Kirche Assomption-de-la-Vierge (Lage) | PM51002613    | Inscrit      | 1977  |      |
| Wandgemälde Weihekreuz             | aus dem 14. oder 15. Jahrhundert      | in der Kirche Assomption-de-la-Vierge (Lage) | PM51002614    | Inscrit      | 1977  |      |